# Падмават
«Падмава́т» (хинди पद्मावत) — эпическая поэма на языке авадхи, написанная в 1540 году Маликом Мухаммадом Джаяси. Считается самым важным литературным произведением на авадхи. В поэме описывается осада Читтора Алауддином Хильджи, произошедшая в 1303 году. Хильджи нападает на Читтор, желая завоевать прекрасную царевну Рани Падмини, жену царя Равана Ратан Сингха.
По данной поэме в Болливуде в 2017 году (мировая премьера в январе 2018 года) был снят художественный фильм «Падмавати», который вызвал массовые протесты и беспорядки в Индии.